# Orval Hixon
Pour les articles homonymes, voir Hixon.
Orval Hixon (né à Richmond (Missouri) en 1884, mort en 1982) est un photographie américain, connu en particulier pour ses photographies d'artistes.

## Biographie
Alors qu'il était enfant Orval Hixon voulait devenir peintre, mais en raison de son incapacité à voir les couleurs, ses professeurs l'ont orienté vers la photographie en noir et blanc. Ce handicap visuel, considéré comme un de ses principales caractéristiques lui a permis de voir différemment la lumière. Il travaille pendant six ans pour les Studebaker Studios à Kansas City, avant de monter en 1914 son propre studio, où les célébrités de l'époque venaient se faire photographier.

## Galerie

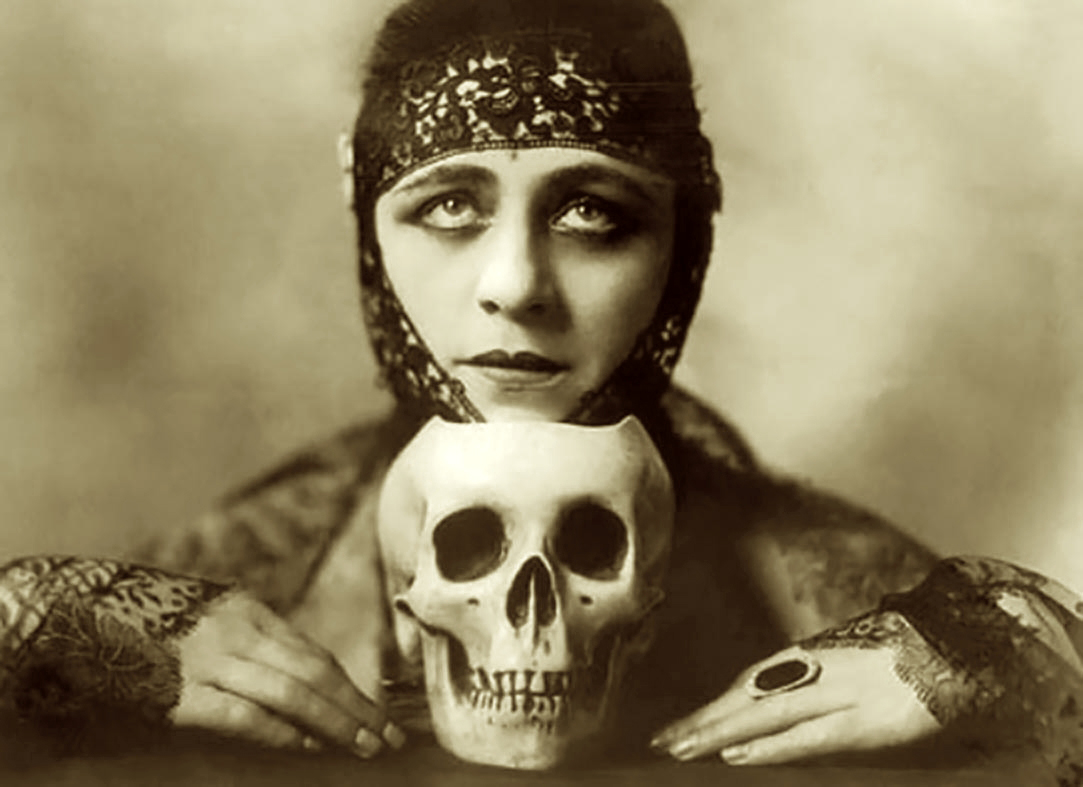
Valeska Suratt photographiée par Orval Hixon (1916)
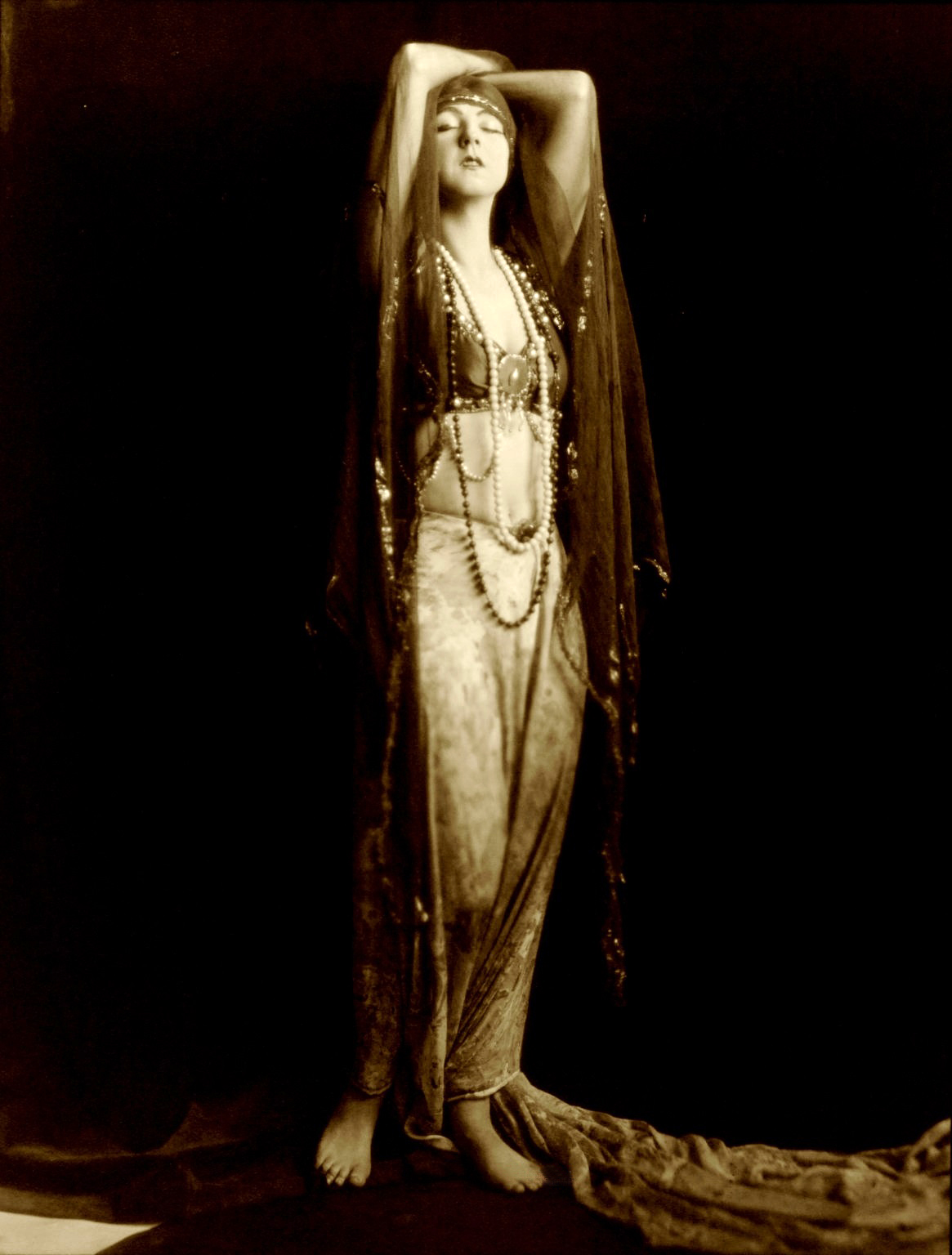
Ruth St. Denis photographiée par Orval Hixon (1918)
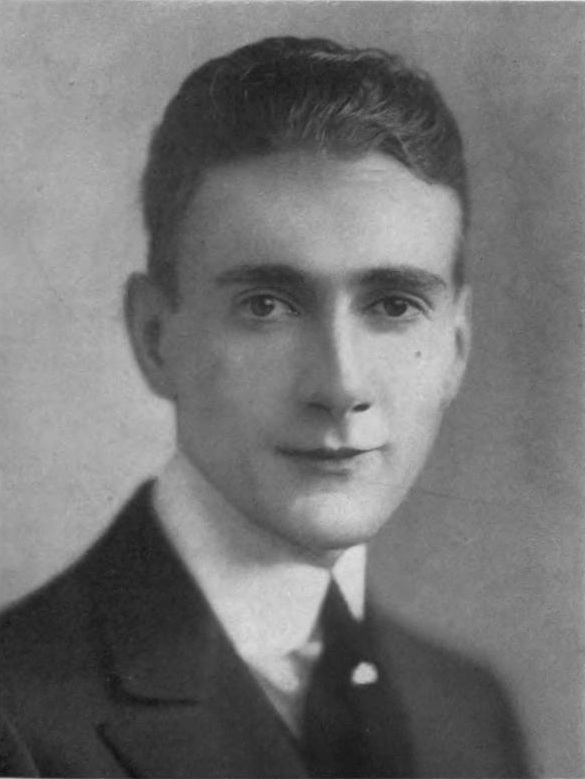
Portrait de l'acteur Clifton Webb (1921)
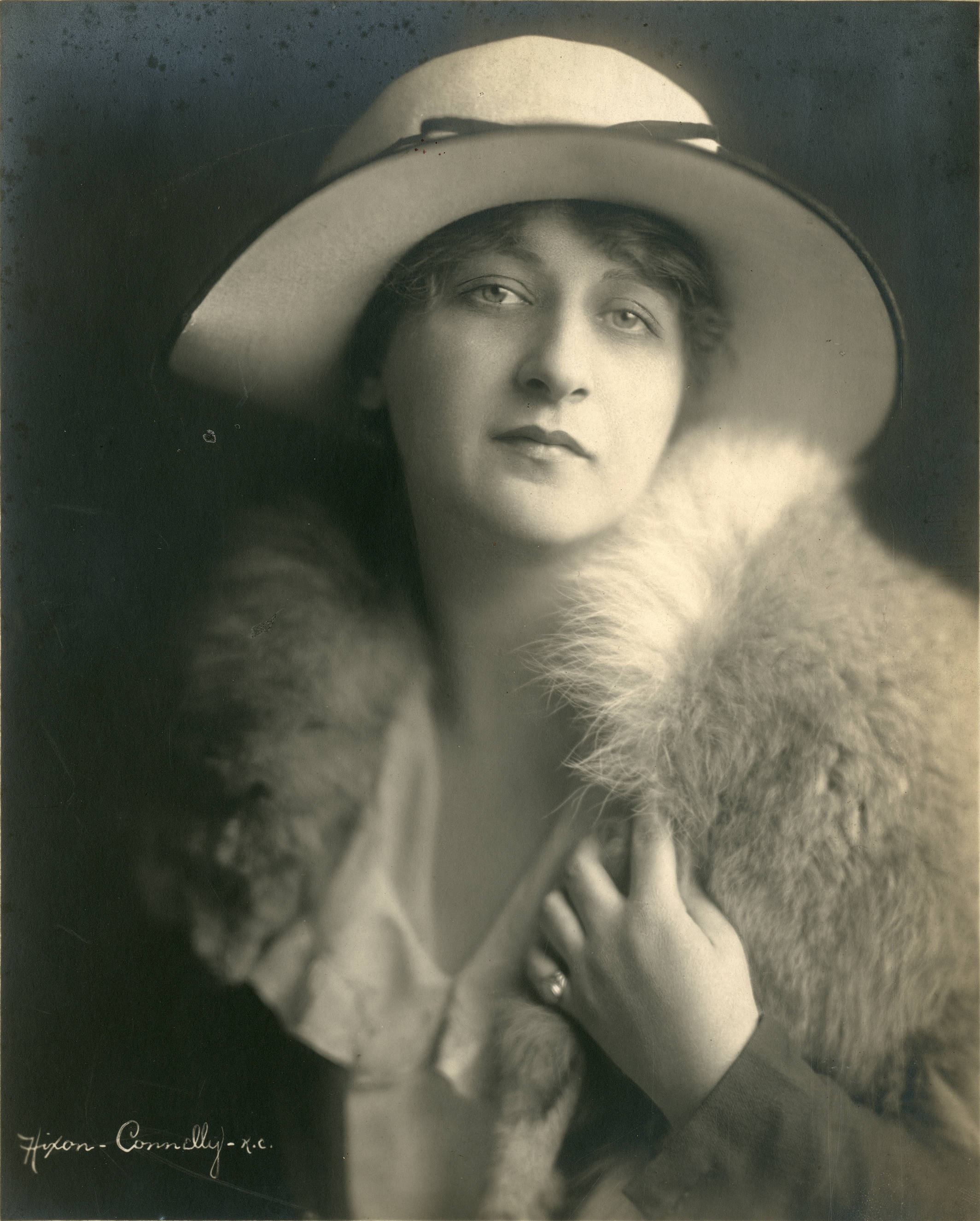
Portrait de l'actrice de théâtre Lillian Rosedale (1921)
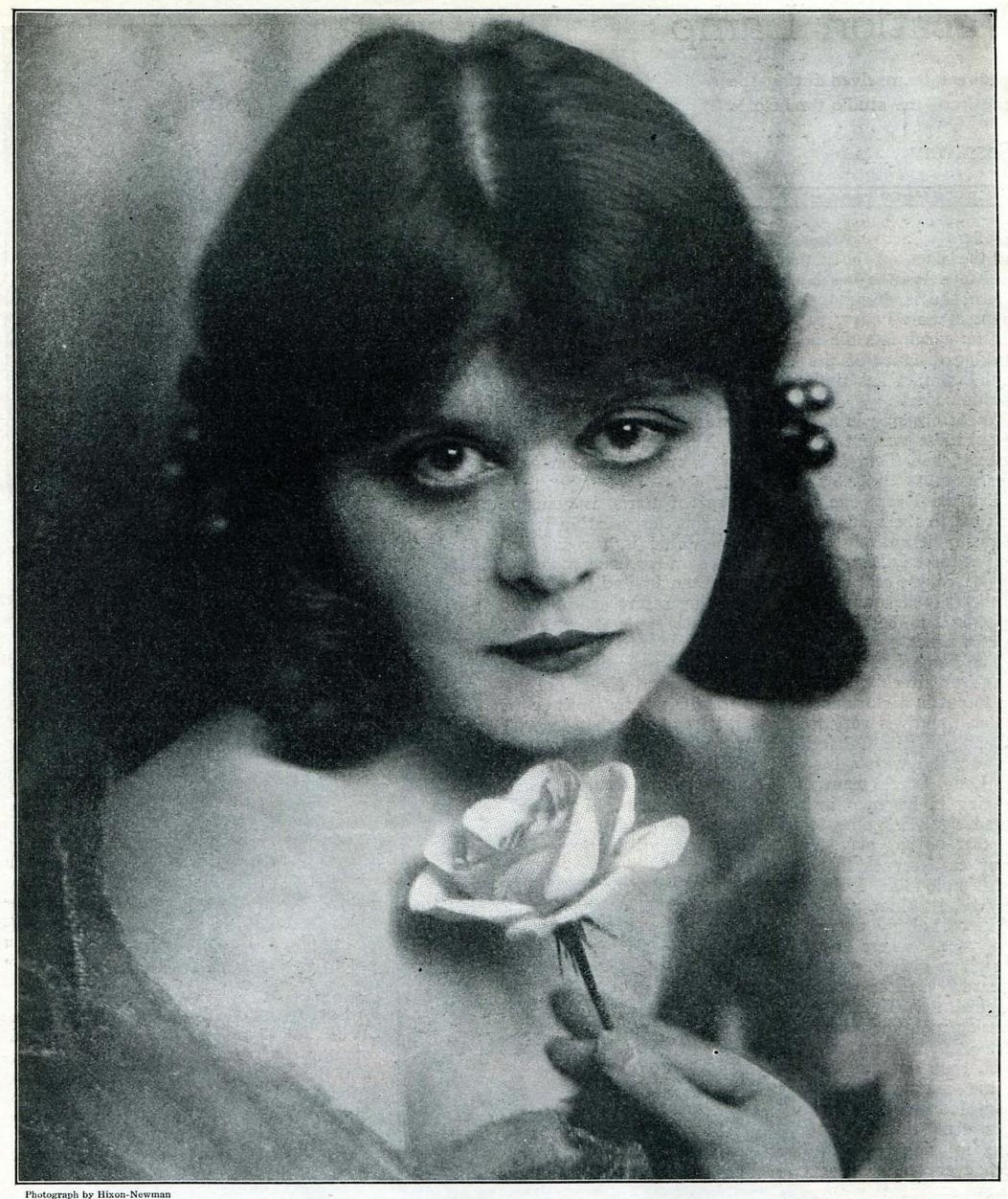
Theda Bara photographiée par Orval Hixon (1922)